# ピーチ (芸能事務所)
株式会社ピーチ（Peach Co,Ltd.）は、東京都渋谷区に本社を置く日本の芸能事務所。ケイダッシュの関連会社である。主に女性モデルが所属する。

## 概要
- 2006年7月設立。
- 代表取締役：中城年昭（2011年1月6日就任）中島潤一（2011年1月6日退陣）、小松原丈司（2011年1月6日退陣）
- 事業内容：タレント、モデルのマネージメント・プロデュース

## 主な所属者
- 平祐奈
- 小菅理菜
- 宇田琴音
- 坪井渚紗
- 松村キサラ
- 松平璃子
- 吉田宗平

## 旧所属タレント
- 大橋るみこ
- 砂田早紀[2]
- 滝沢沙織[3]
- 庄司有希[4]
- 荒牧陽子
- 梅田えりか[4]
- 亜耶バネッサ[5]
- 伊藤桃[5]
- 今泉朋子[5]
- 武田るい[5]
- 遠野舞子[5]
- 吉岡佑[5]
- 那奈（なあ坊豆腐@那奈）[5]
- 普天間みさき[5]
- 小泉麻耶[6]
- 荒牧陽子[7]
- 葉山織江[5]
- 西崎彩[8]
- 秦れい[8]
- 椋名凛[9]
- 鶏冠井孝介
- 縄田智子[10]
- 白井絵莉[11]
- 井上奈美[12]
- 二階堂瑞穂[13]
- 三浦真理子[14]
- 大沢友里江[15]
- 加覧愛[16]
- 平蓮奈[17]
- 山﨑萌香
- 千葉彩乃
- 本木敦

## 関連会社
- ケイダッシュ
- パール
- パールダッシュ